# Molinet de vent

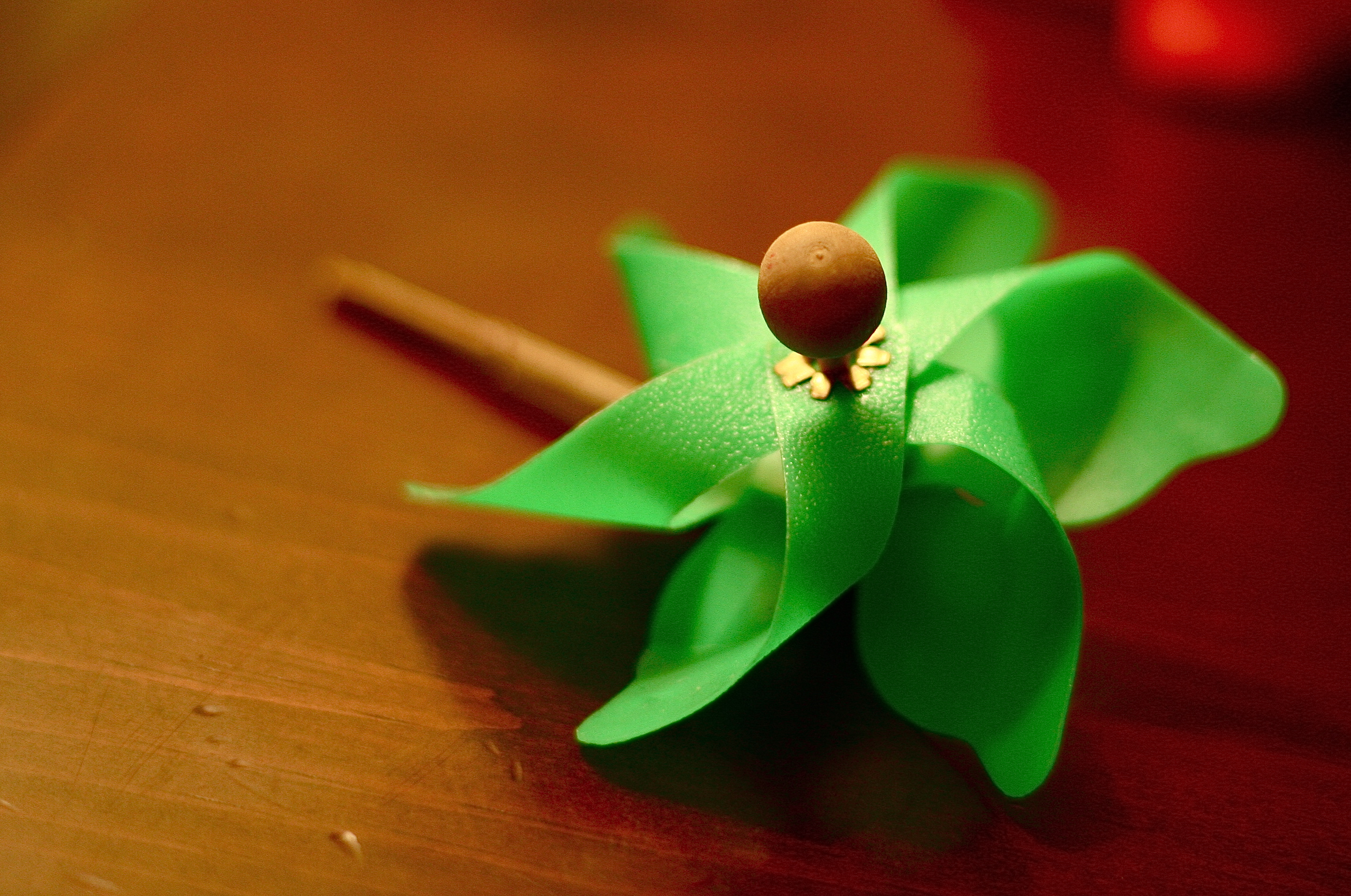
Un molinet de vent.

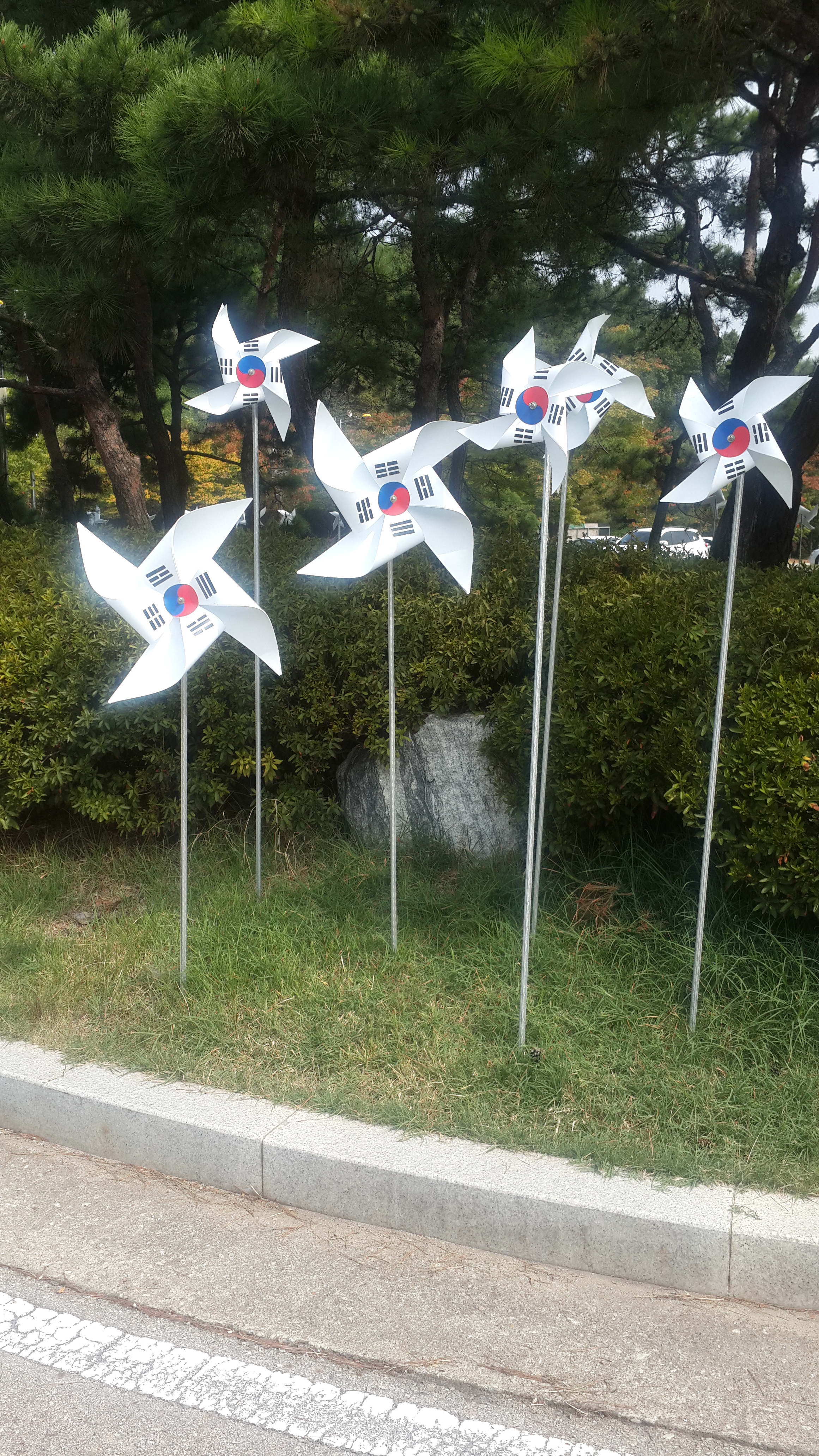
Molinets de paper al jardí del Ansan Arts Center. Ansan, Corea del Sud.

Un molinet de vent o molinet de paper és una joguina formada per una roda de paper o plàstic que pot girar al voltant d'una agulla clavada en un bastonet o similar. Semblantment, un rodamón és un bastonet al qual va fixat un penell o bandereta, que roda veloçment quan un xiquet es posa a córrer amb aquest en la mà.
La roda més simple consisteix en una peça quadrada de paper (o plàstic prim i flexible) amb quatre talls seguint les diagonals sense arribar al centre. Els talls fan que a cada cantó del quadrat hi hagi dues puntes. S'agafa una punta de cada vèrtex, sempre del mateix costat, i es dobleguen totes cap al centre (superposant-les una mica). La mateixa agulla que farà d'eix serveix per a clavar les puntes doblegades, deixant-les fixes.
Finalment, es clava l'agulla (juntament amb la roda ja formada) a l'extrem d'un bastonet o similar.
Un cop fet el molinet, el vent farà que giri amb certa facilitat. El bastonet es pot agafar amb una mà o clavar-lo (o fixar-lo) en un indret adequat.

## Història
La història dels molinets de vent de joguina està relacionada amb els molins de vent reals. L'origen dels molins de vent s'acostuma a situar a Pèrsia, amb molins de vent d'eix vertical. Els molins de vent de Tarragona, esmentats per Al Himyarí en el segle xii, devien ser d'aquesta mena. La versió infantil dels molinets amb eix vertical està documentada amb joguines fetes a partir de mitges closques de nou, com els anemòmetres de cassoletes.

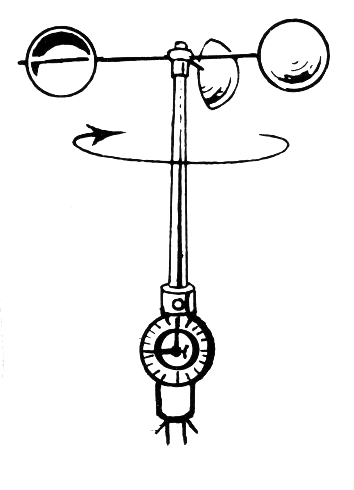
Dibuix d'un anemòmetre de cassoletes
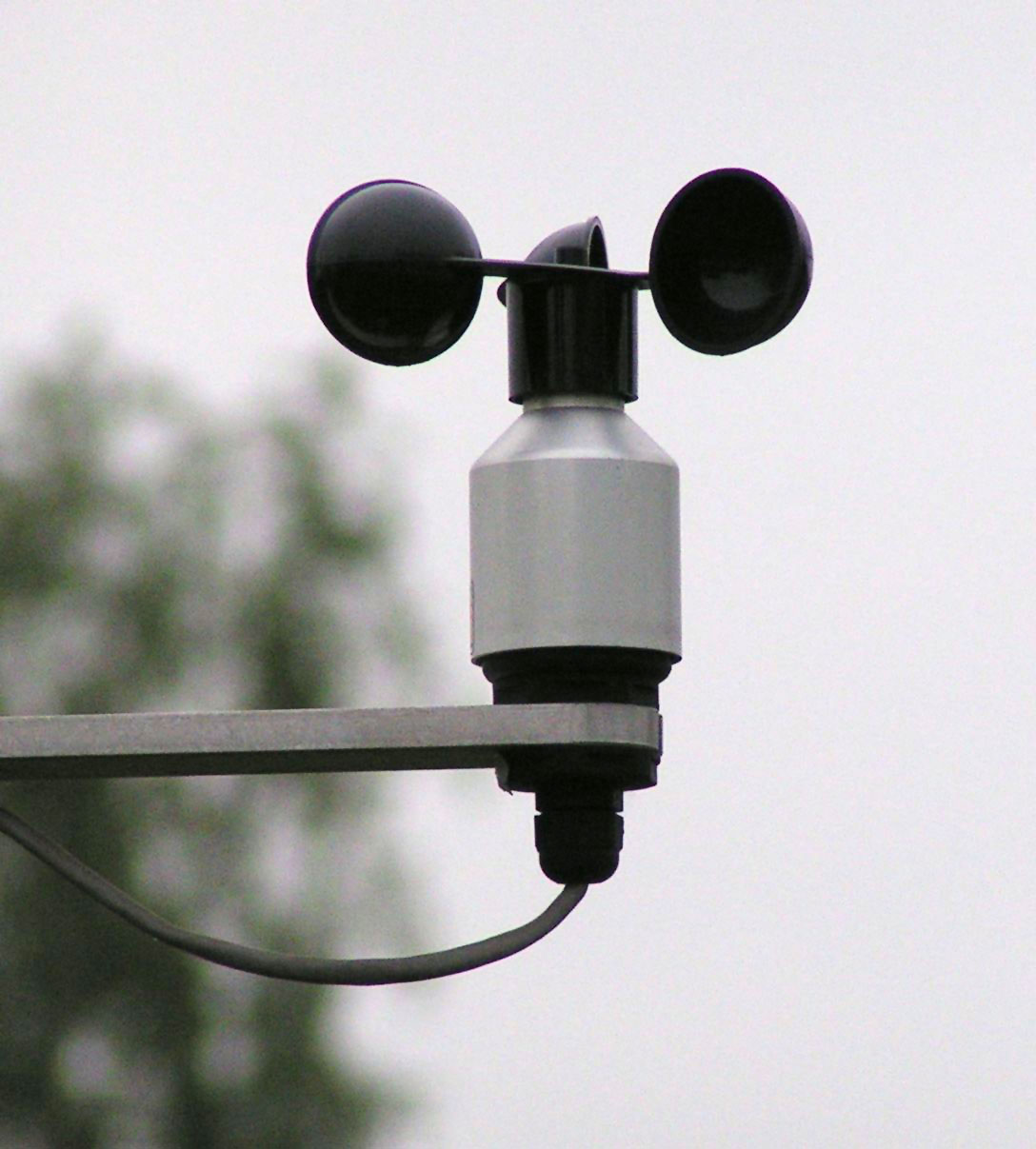
Anemòmetre de cassoletes

### Libre de Henry-René D'Allemagne
Aquesta obra en francès (que porta per títol Histoire des jouets : ouvrage contenant 250 illustrations dans le texte et 100 gravures hors texte dont 50 planches coloriées à l'aquarelle) tracta molts aspectes dels molinets de vent des del segle xiv. (Vegeu la referència més avall).

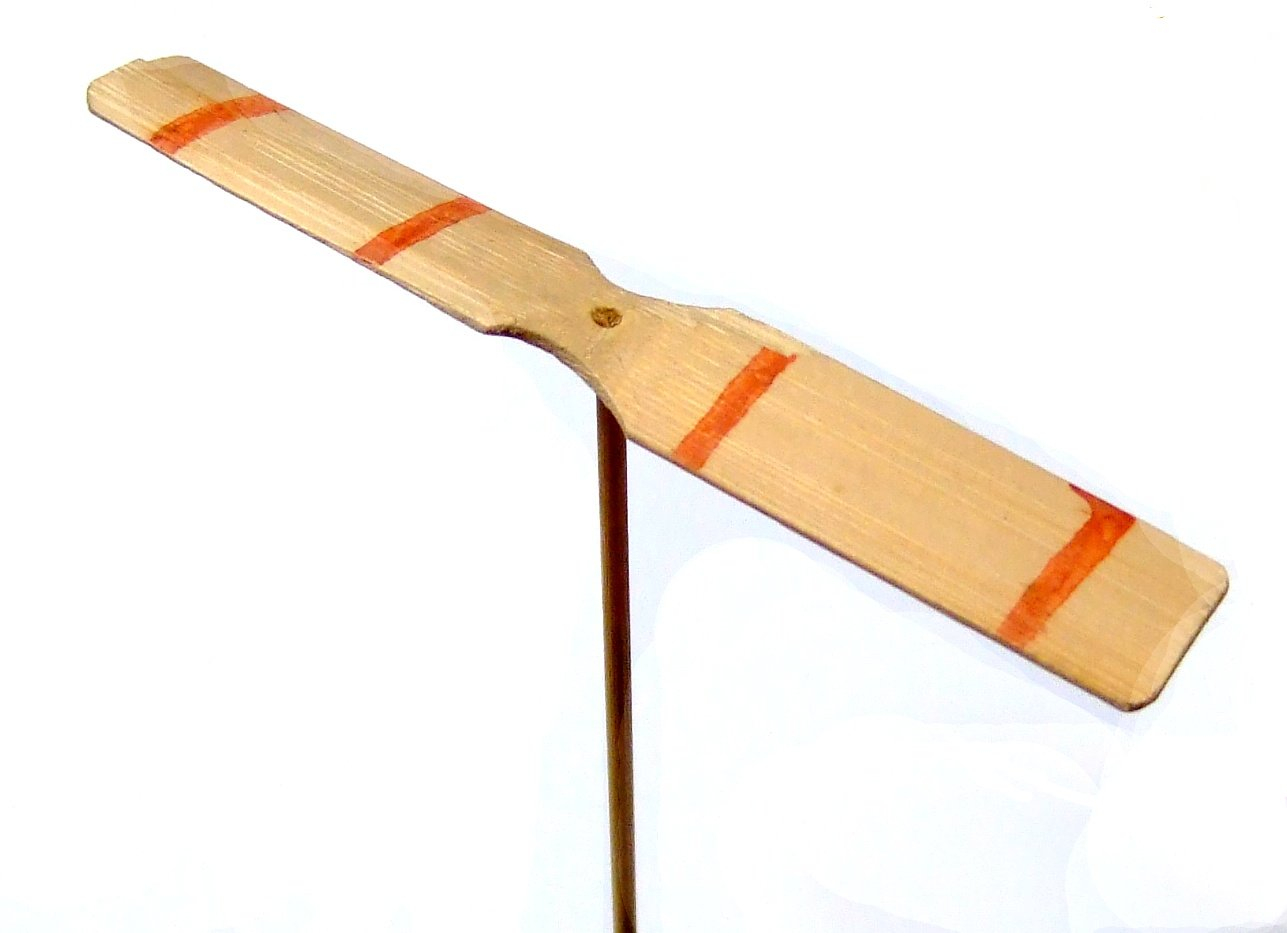
Un « taketombo » un «bamboo-copter» japonès.

- Un dels detalls a destacar és la diferència entre dos tipus de molinet que comparteixen nom en francès: "moulinet à noix".
  - El primer tipus correspon a la joguina feta amb mitges closques de nou, consistent en un dispositiu d'eix vertical que sustenta una roda feta amb dues, tres o quatre mitges closques que giren amb el vent (de manera semblant a un anemòmetre de cassoleta).
  - El segon dispositiu seria també d'eix vertical, però consistia en un eix amb unes aspes que es feia girar amb un cordill embolicat al voltant de l'eix. La nou ("noix" en francès) era el suport foradat que permetia subjectar la joguina permetent el seu gir mentre el cordill era estirat amb una certa vehemència. No és impossible que, en alguns exemplars artesanals, la peça anomenada nou fos una nou veritable foradada. (Hi ha un parell d'imatges en l'obra del segon tipus de molinet).
    - Tot i no estar explícitament documentat, el molinet de nou sembla que no era una altra cosa que un "helicòpter" (en el sentit de joguina amb una hèlice que surt volant en estirar un cordill). En anglès en diuen "bamboo-copter".[6][7][8]
- En alguns dels gravats, els molinets representats són semblants als molins reals: amb edifici i aspes. Les joguines eren molins en miniatura amb un mànec.

### Materials

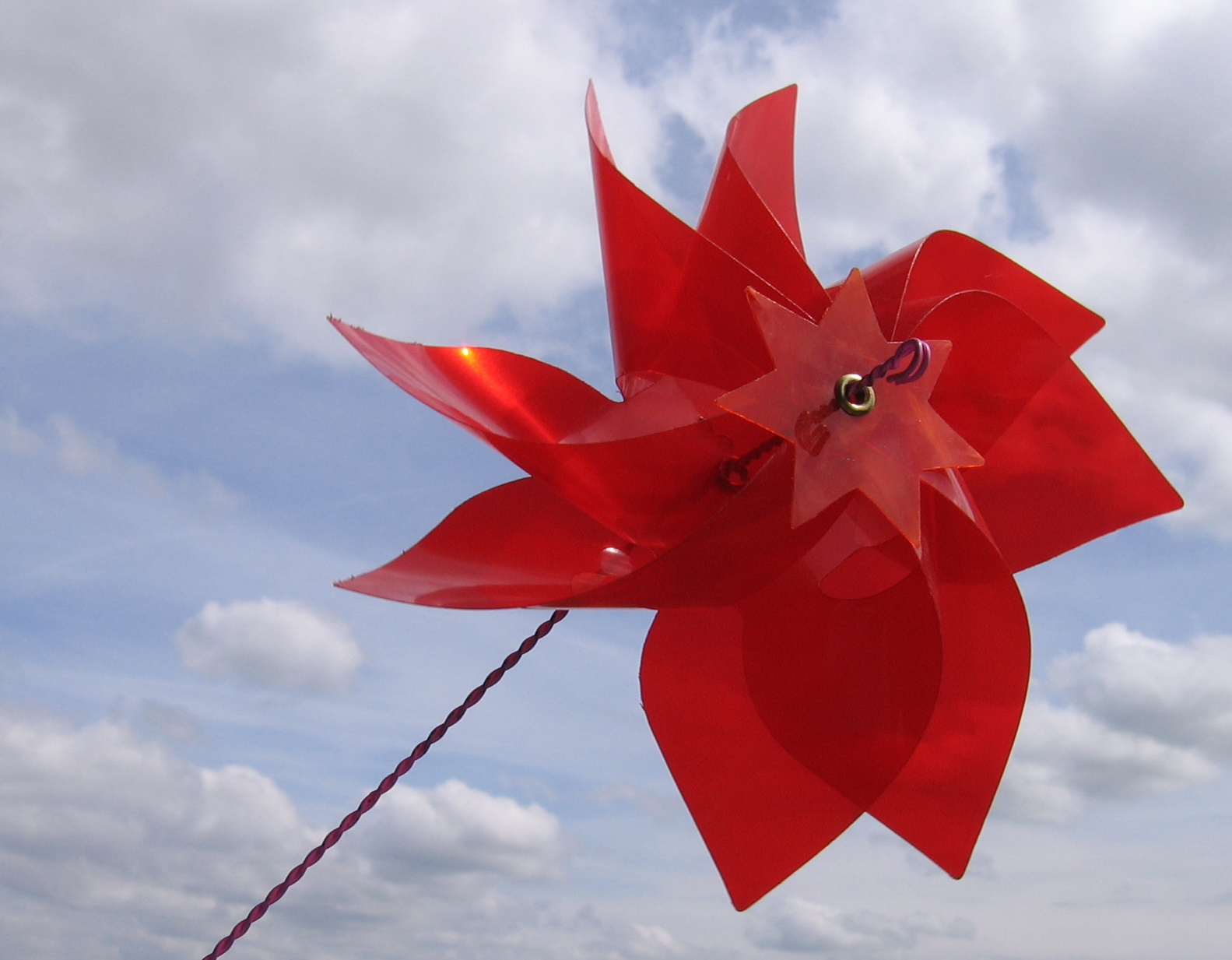
Molinet de plàstic.

Els molinets primitius, tan els de construcció pròpia com els comercials, eren de materials naturals: fusta, canya, espines de plantes, plomes de gallina o d'oca, suro,... En certs casos hi ha documentat l'ús de naips per a fer les pales del molinet (una carta partida per la meitat, longitudinalment, proporcionava dues pales).
El molinets comercials mantingueren els materials tradicionals, afegint filferro, colors i coles d'enganxar.
Els molinets actuals acostumen a ser amb una roda de plàstic de colors vius o estampats. Roda que gira contra una "perla" foradada (o similar) per a disminuir el fregament. El bastonet és sovint un tub de plàstic lleuger.
Hi ha models comercials molt més sofisticats.

### Màgia i mitologia
Algunes cultures orientals (per exemple a la Xina, Corea i Japó) consideren que un molinet de vent és de bon averany. No és estrany que els molinets duguin pintades frases rituals que, en girar el molinet, actuen com una mena d'oració automàtica.

## Patents
Tegran M. Samour, un immigrant armeni als Estats Units, va inventar una versió de molinet que va patentar el 1919. La va anomenar “wind wheel”, roda de vent.

## Vídeos
Hi ha vídeos que mostren la manera de fabricar un molinet de paper.

## Documents
- 1390.  Elisabet de Baviera[12][13]

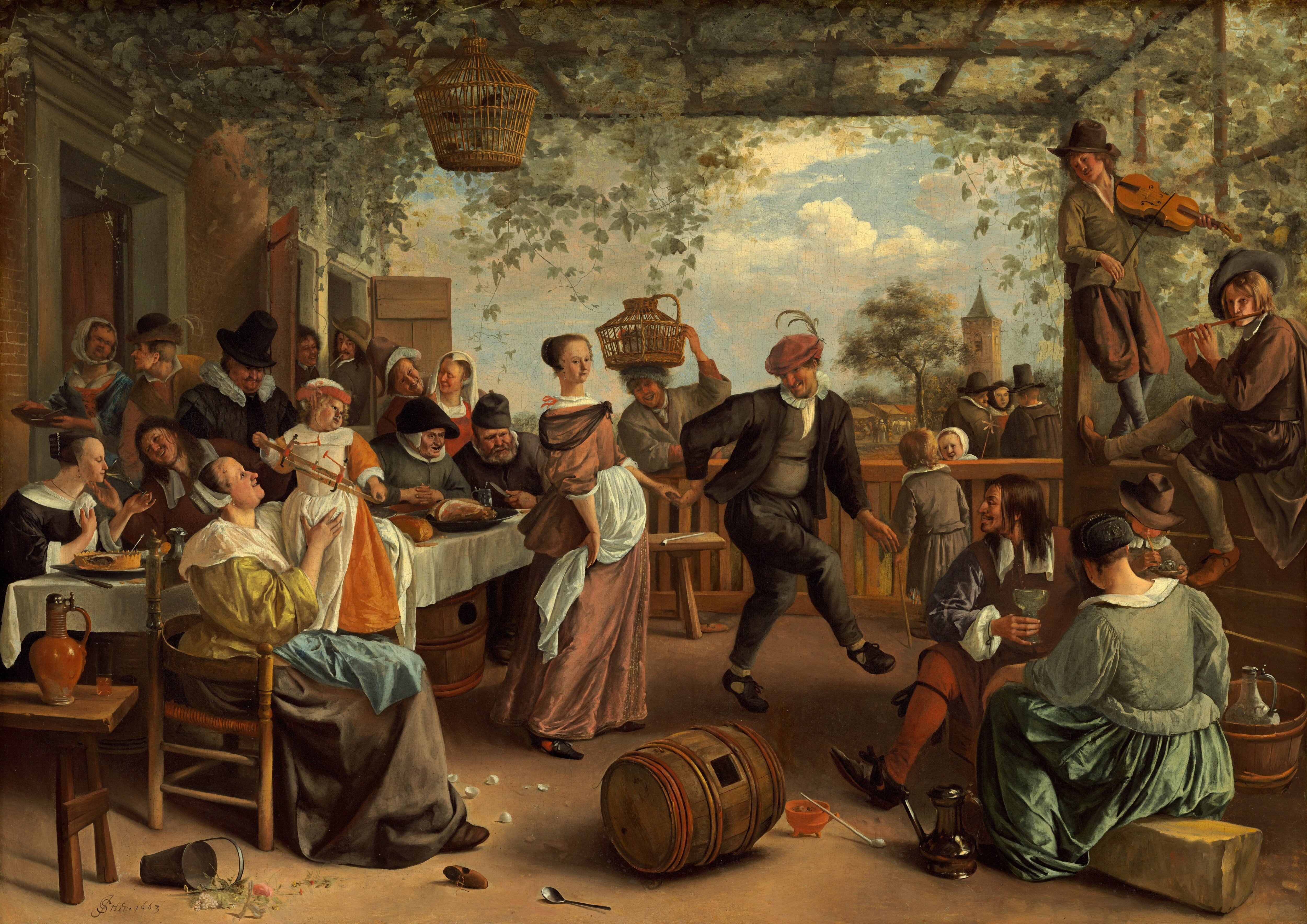
La parella dansant. Jan Steen. 1663.

| « | A Jehan Du Vivier, orfèvre et varlet de chambre du Roy, pour avoir rappareillié et mis à point un petit moulinet d'or, garni de perles et de balais petis, pour l'esbatement de madame Ysabel de France.(Comptes royaux.) . | » |
| — Notice des émaux, bijoux et objets divers exposés dans les galeries du Musée du Louvre. M. DE LABORDE. | |   |

- 1532. A la vida del gegant Gargantua, de François Rabelais, es fa esment d'un “molinet de joguina” fet amb les aspes d'un molí de debò de Mirebalays.[14][15][16]

| «                                                       | Et, pour s'esbattre comme les petitz enfans du pays, luy feirent ung beau virolet des aeles d'ung moulin a vent de Mirabalays. | » |
| — La vie de Gargantua et Pantagruel. François Rabelais. | |   |

- 1587.[17]

| «                                                                                        | Jeunes enfants grandelets tant soit peu sont amusez toujours à quelque peu . Les uns s'en vont pour les papillons prendre; Aultres au vent rourent le moulinet.... | » |
| — Trente-six figures contenant tous les jeux qui se peuren jamais inventer. Paris. 1587. | |   |

- 1663. El pintor Jan Steen, en la seva obra La parella dansant, va pintar una nena amb un molinet de sis pales (al mig i a la dreta del quadre).[18]
- 1828. Venedor de molinets de vent a França.[19]
- 1857. "Molinillo". Descripció en un diccionari castellà.[20]
- 2000. Molinets artesanals diversos de les Illes Balears.[21]